# Бахви
Бахви (груз. ბახვი) — община (деревня до 1930 года) в Озургетском муниципалитете края Гурия, Грузия. В общине входят 4 села: Зеда Бахви, Кведа Бахви, Мшвидобаури и Окроскеди.
Существует мнение, что происхождение названия «Бахви» может быть связано с греческим богом Бахусом. Деревня была известна виноделием, местной виноградной лозой, эндемичными видами Чхавери, Мцванандиди, Джани.

## История
В 1867 году епископ Гавриил Кикодзе построил церковь Девы Марии.